# Monte Croce (Trentino-Alto Adige)
Il monte Croce (2.490 m s.l.m.) o Cràiz (in dialetto pinetano), conosciuto anche come Kraizspiz (dal tedesco Kreuzspitze) tra gli abitanti della Valsugana e della Val dei Mocheni, è una montagna appartenente al gruppo del Lagorai che si erge a sud delle Dolomiti di Fiemme e Fassa.
Si trova sul confine tra i territori comunali di Telve, Baselga di Piné (C.C. Miola II) e Valfloriana.
Gran parte del versante ovest del monte appartiene all'exclave del comune di Baselga di Piné, il versante posto verso sud appartiene al comune di Telve, il versante Nord e quello verso Est appartengono invece al comune di Valfloriana.
A livello di gestione territoriale e di usi civici il Monte Croce ricade in una situazione particolarmente complessa. Il versante pinetano, ricadendo nel Comune Catastale di Miola II (Comune amministrativo di Baselga di Piné - exclave), è di proprietà dell'ex Comune di Miola (ovvero di attuale comproprietà delle frazioni di Miola, Vigo e Montagnaga del comune di Baselga di Piné); il versante sul comune sia amministrativo che catastale di Valfloriana ricade nella zona della "Fornasa", di proprietà del comune di Fornace; il versante verso il Comune di Telve ricade interamente in proprietà privata: tutto l'alpeggio di Malga Cagnon di Sopra (che giunge fino alle cime del monte Croce e del Baitol, per un totale di 392 ettari di proprietà) è stato venduto assieme alla malga dal Comune di Telve a una signora del posto, nel 1968.
La cima è raggiungibile sia da malga Cagnon di sopra (Telve) sia dal paese di Palù del Fersina, ma anche dal rifugio Giovanni Tonini e dal paese di Brusago di Pinè.
Due imprenditori della zona, nel 2010, in onore di questo monte per loro di casa, hanno dato il nome Kreuzspitze ad un loro brand di attacchi ed attrezzature per lo scialpinismo che producono in Trentino e commercializzano in tutto il mondo.